# 南ケ丘 (名古屋市)
南ケ丘（みなみがおか）は、愛知県名古屋市千種区の地名。現行行政地名は南ケ丘1丁目および南ケ丘2丁目。住居表示実施。

## 地理
名古屋市千種区北部に位置する。北東は霞ケ丘、北西は赤坂町、南西は月ケ丘、南東は自由ケ丘に接する。

## 歴史

### 沿革
- 1959年（昭和34年）1月12日 - 千種区鍋屋上野町の一部により、同区南ケ丘として成立[1]。
- 1964年（昭和39年）1月10日 - 赤坂町の一部を編入する[1]。同時に住居表示を実施[3]。

## 世帯数と人口
2019年（平成31年）1月1日現在の世帯数と人口は以下の通りである。
| 町丁   | 世帯数  | 人口  |
| ------ | ------- | ----- |
| 南ケ丘 | 434世帯 | 990人 |

## 学区
市立小・中学校に通う場合、学校等は以下の通りとなる。また、公立高等学校に通う場合の学区は以下の通りとなる。
| 番・番地等 | 小学校               | 中学校               | 高等学校 |
| ---------- | -------------------- | -------------------- | -------- |
| 全域       | 名古屋市立上野小学校 | 名古屋市立振甫中学校 | 尾張学区 |

## 施設
- 名古屋市営赤坂荘[2]
- 名古屋市営南山荘[2]
- 北山墓地[2]
- 浄土宗北山寺[2]
- 真言宗醍醐派大心寺[2]

- 自由ヶ丘愛昇殿

## その他

### 日本郵便
- 郵便番号 : 464-0042[WEB 3]（集配局：千種郵便局[WEB 8]）。

### WEB
1. ↑  “愛知県名古屋市千種区の町丁・字一覧”.   人口統計ラボ. 2017年6月18日閲覧。
2. 1 2  “町・丁目(大字)別、年齢(10歳階級)別公簿人口(全市・区別)”.   名古屋市 (2019年1月23日). 2019年1月23日閲覧。
3. 1 2  “郵便番号”.  日本郵便. 2019年1月6日閲覧。
4. ↑  “市外局番の一覧”.   総務省. 2019年1月6日閲覧。
5. 1 2  名古屋市役所市民経済局地域振興部住民課町名表示係 (2015年10月21日). “千種区の町名”.   名古屋市. 2017年6月18日閲覧。
6. ↑  “市立小・中学校の通学区域一覧”.   名古屋市 (2018年11月10日). 2019年1月14日閲覧。
7. ↑  “平成29年度以降の愛知県公立高等学校（全日制課程）入学者選抜における通学区域並びに群及びグループ分け案について”.   愛知県教育委員会 (2015年2月16日). 2019年1月14日閲覧。
8. ↑  郵便番号簿 平成29年度版 - 日本郵便. 2019年01月06日閲覧 (PDF)

### 書籍
1. 1 2 3  名古屋市計画局 1992, p. 729.
2. 1 2 3 4 5 6 7  「角川日本地名大辞典」編纂委員会 1989, p. 1471.

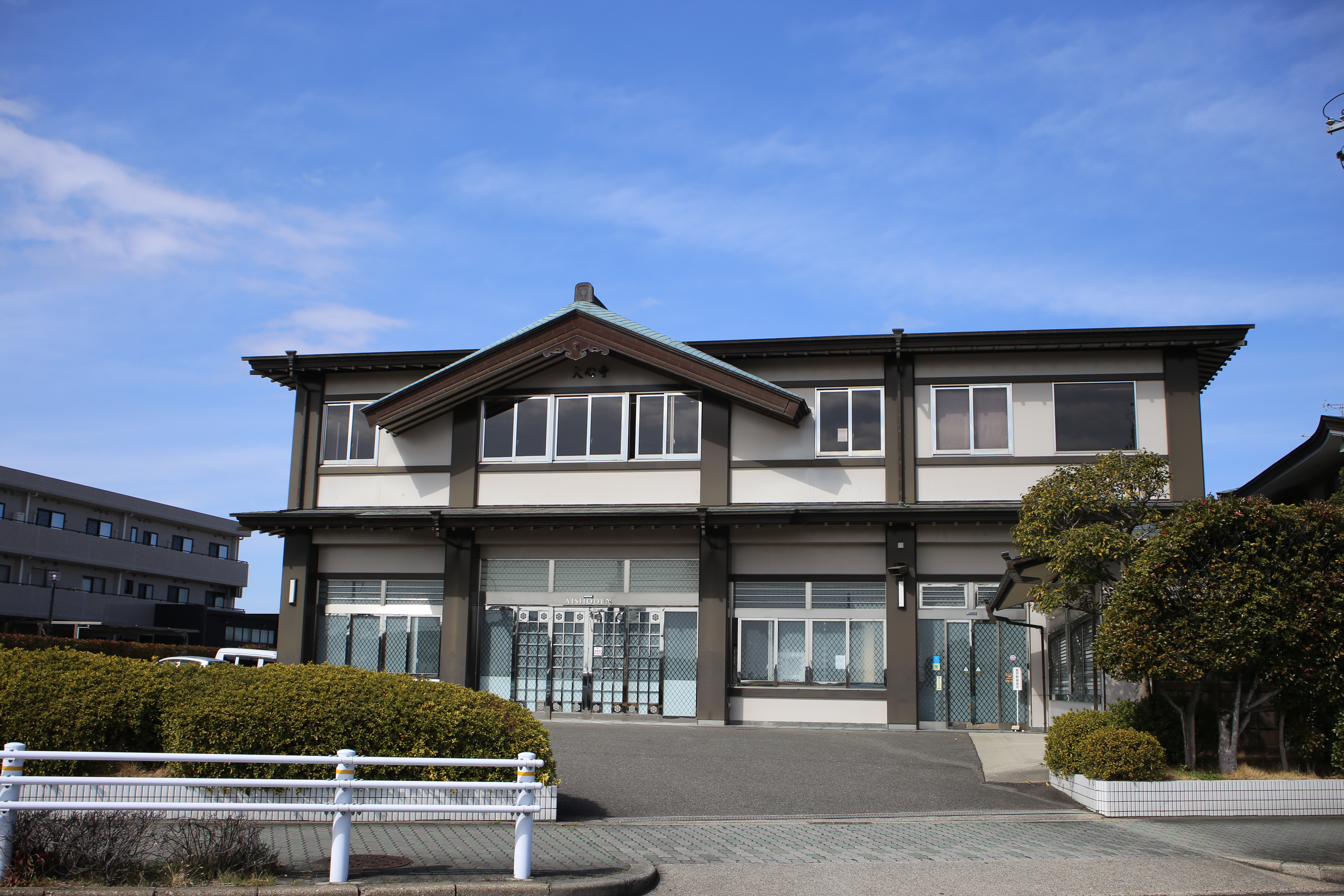
自由ヶ丘愛昇殿

3. ↑  名古屋市計画局 1992, p. 122.